# Windows Management Instrumentation
Windows Management Instrumentation (WMI) is Microsofts implementatie van het gestandardiseerde Web-Based Enterprise Management (WBEM) en Common Information Model (CIM) voor Windows-besturingssystemen.
WMI laat onder andere scripttalen, zoals VBScript en Windows PowerShell, toe om zowel lokaal als van op afstand allerhande informatie op te halen over de instellingen van de computer zoals: computernaam, geïnstalleerde programma's, geïnstalleerde printers, toetsenbordlayout, stationletters, hoeveelheid RAM-geheugen. Daarnaast kan men met behulp van WMI bepaalde instellingen op de betreffende computer ook aanpassen.
WMI is sinds Windows 2000 een hoofdonderdeel dat standaard wordt geïnstalleerd. Op Windows NT, Windows 95 en Windows 98 kan WMI geïnstalleerd worden via een apart pakket.